# Aioliops
Aioliops is een geslacht van straalvinnige vissen uit de familie van torpedogrondels (Ptereleotridae).

## Soorten
- Aioliops brachypterus Rennis & Hoese, 1987
- Aioliops megastigma Rennis & Hoese, 1987
- Aioliops novaeguineae Rennis & Hoese, 1987
- Aioliops tetrophthalmus Rennis & Hoese, 1987